# Конні Аертс
Конні Клара Аертс (нар. 26 січня 1966, Антверпен) — бельгійська (фламандська) професор з астрофізики. Спеціалізується на астеросейсмології. Вона є директором Інституту астрономії і співпрацює з Університетом Радбуда, де очолює кафедру Астросейсмології. У 2012 році Аертс стала першою жінкою, яка отримала премію Francqui в категорії «Наука і техніка».

## Біографія
Аертс народилася в Брасшаті, Бельгія. Отримала ступінь бакалавра і магістра з математики в Антверпенському університеті. Потім захистила кандидатську дисертацію в 1993 році в Левенському католицькому університеті. Після закінчення школи вона провела кілька місяців досліджень в Делаверському університеті, була докторантом Фонду наукових досліджень з 1993 по 2001 рік, коли була призначена лектором в КУ Левен. У 2004 році стала першим доцентом, а в 2007 році — професором КУ Левен.

## Дослідження
У своїх дослідженнях Конні Аертс вивчає зіркові коливання для визначення внутрішнього профілю обертання зірок. Коливання отримані як з наземних, так і з космічних телескопів. У своєму проєкті «PROSPERITY» вона використовувала дані, отримані з супутника «CoRoT» та супутника NASA «Кеплер». На даний час Аертс є головною бельгійською дослідницею у місії PLATO.
Конні Аертс розробила методологію з використанням класифікації гауссівської суміші для аналізу даних. Вона використовує це для визначення структури зірки та інформування зоряних моделей в теорії зоряної еволюції. За допомогою цих методів вона зробила ряд відкриттів, включаючи відкриття нежорстких обертів у гігантських зірках.
Теоретичні моделі, які Аертс розробляє на основі коливань зірок, також дозволяють визначити вік зірок з високою точністю .
Європейська дослідницька рада (ERC) два рази нагороджувала Аертс: у 2008 році для «ПРОСПЕРІТУ», і знову в 2015 році для проєкту під назвою «MAMSIE» (Змішування та кутовий момент руху масових зірок).

## Роз'яснення
Аертс — заступник декана з комунікації та роз'яснення на факультеті науки КУ Левен. Вона відверто заявляє про необхідність підвищення гендерної рівності в науках і є членом робочої групи Міжнародної астрономічної асоціації жінок.

## Нагороди та визнання
- У 2010 році була обрана Почесним членом Королівського астрономічного товариства[17].
- У 2011 році була обрана членом Королівської фламандської академії наук і мистецтв[17].
- У 2012 році виграла приз Francqui[11].
- У 2016 році отримала титул Commander of the Order of Leopold[18].
- У 2017 році провела лекції Hintze в Оксфордському університеті, а також організувала публічну лекцію під назвою «Starquakes expose stellar heartbeats»[9].
- У 2018 році була удостоєна лекції ESA Lodewijk Woltjer для її роботи в області астеросейсмології[13].
- У 2019 році астероїд 413033 Aerts був названий на її честь.[19] Офіційне посилання на імена було опубліковано Центром Малої Планети 18 травня 2019 року (M.P.C. 114955).[20]